# Pararaphidoglossa fulvoides
Pararaphidoglossa fulvoides är en stekelart som beskrevs av Giordani Soika 1978. Pararaphidoglossa fulvoides ingår i släktet Pararaphidoglossa och familjen Eumenidae. Inga underarter finns listade i Catalogue of Life.